# Aili Vint
Aili Vint (1967-ig Aili Sarv; Rakvere, 1941. április 25. –) észt grafikus és festő.

## Élete

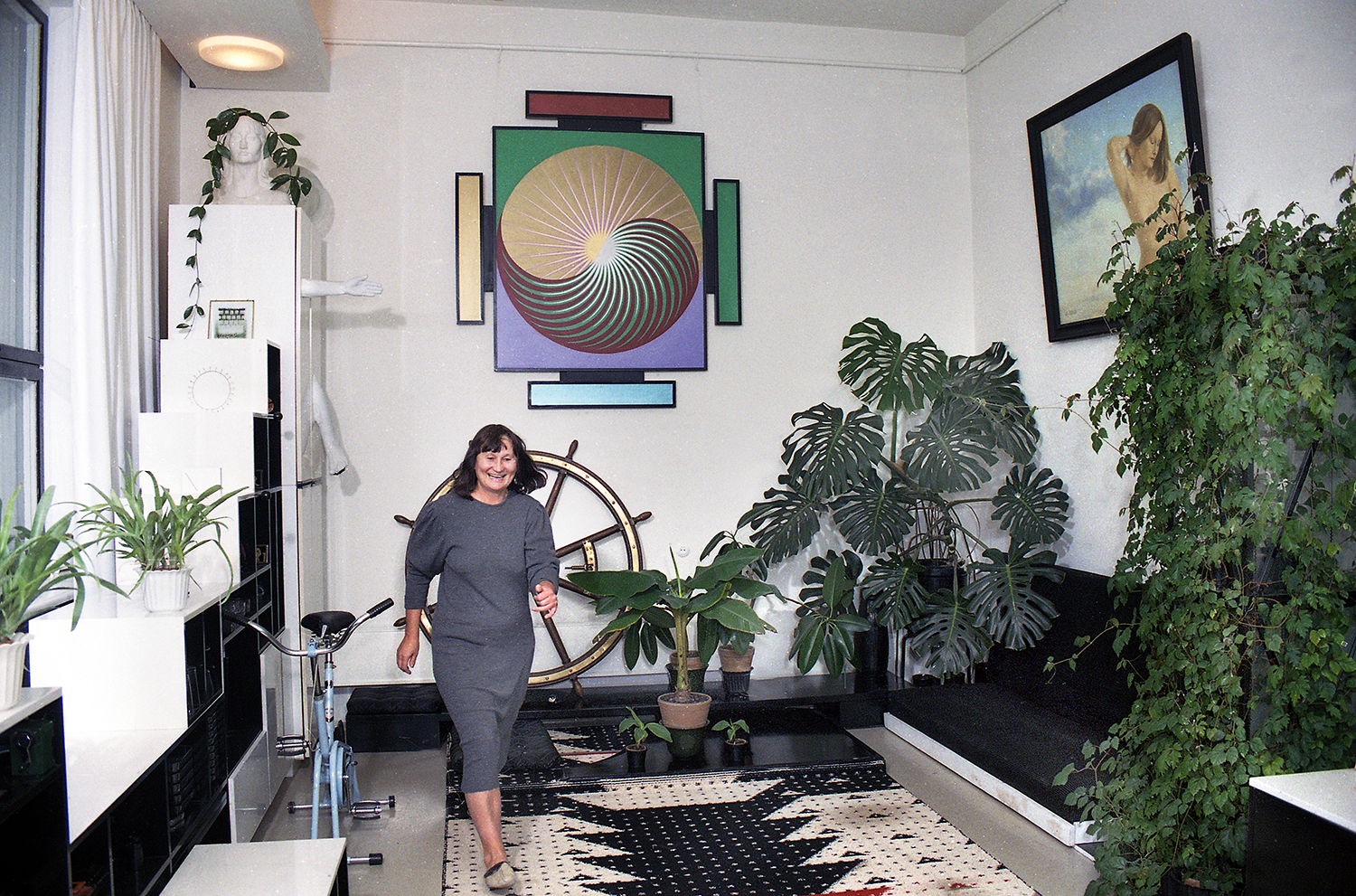
Aili Vint a stúdiójában 1994-ben

1958-ban érettségizett a Rakvere I. Számú Középiskolában. 1967-ben diplomázott az Észt Állami Művészeti Intézetben. 1964 és 1970 között az ANK '64 tagja volt. 1967 és 1968 között művészeti szerkesztőként dolgozott az Eesti Raamat kiadónál, 1968 és 1970 között az Ars művészeti csoport tagja. 1970-től szabadfoglalkozású művész. 1992-től az Észt Művészeti Akadémián tanított.
Ayli Vint férje Toomas Vint festőművész és író.

## Elismerései, díjai
- 1994: Konrad Magi-díj
- 1994: Parnu város díja
- 2002: Fehér Csillag érdemrend, IV. osztálya[2]
- 2015: Kristjan Raud-díj[3]

## Fordítás
- Ez a szócikk részben vagy egészben  az   Aili Vint című angol Wikipédia-szócikk ezen változatának fordításán alapul.  Az eredeti cikk szerkesztőit annak laptörténete sorolja fel. Ez a jelzés csupán a megfogalmazás eredetét és a szerzői jogokat jelzi, nem szolgál a cikkben szereplő információk forrásmegjelöléseként.